# South Gosforth
South Gosforth – dzielnica miasta Newcastle upon Tyne, w Anglii, w hrabstwie Tyne and Wear, w dystrykcie Newcastle upon Tyne. Leży 2,7 km od centrum miasta Newcastle upon Tyne i 400,8 km od Londynu. W 1901 roku civil parish liczyła 2864 mieszkańców.